# Mihails Ziziļevs
Mihails Ziziļevs (* 27. Dezember 1973 in Daugavpils) ist ein lettischer Fußballspieler der beim FC Daugava Daugavpils spielt.

## Karriere

### Verein
Mihails Ziziļevs begann seine Karriere im Jahr 1992, kurz nach der Unabhängigkeit von der Sowjetunion, in seiner lettischen Heimatstadt Daugavpils. Zunächst bei DJSSh Daugavpils unter Vertrag, spielte er später für drei weitere Vereine aus der Stadt im Südosten des Landes: Auseklis, Vilan und von 1996 bis 1999 beim FC Dinaburg. Um die Jahrtausendwende spielte Ziziļevs in Russland bei Rubin Kasan. Von 2001 bis 2002 stand er wieder in Lettland unter Vertrag. Im Jahr 2003 kehrte der Mittelfeldspieler nach Russland zurück, um für den FK Metallurg Lipezk und Lutsch-Energija Wladiwostok in der 1. Division zu spielen. Wiederum nach zwei Saisons gab es eine Rückkehr nach Lettland. In der Saison 2005 beim FC Dinaburg spielend, folgte ab 2007 die erfolgreichste Zeit als Profi. Mit dem FK Ventspils konnte Ziziļevs erstmals Lettischer Meister und Pokalsieger werden. Seit 2010 steht er beim FC Daugava Daugavpils unter Vertrag und konnte dort mit der Mannschaft in der Spielzeit 2012 seinen dritten Meistertitel erringen.

#### Nationalmannschaft
Mihails Ziziļevs debütierte während des Baltic Cups 1997 in der Lettischen Nationalmannschaft im Spiel gegen Litauen. Ein weiteres Länderspiel, das zugleich das letzte in seiner aktiven Karriere sein sollte, absolvierte Ziziļevs im November 2001 unter Aleksandrs Starkovs gegen Russland.

## Erfolge
mit FC Daugava Daugavpils
- Lettischer Meister: 2012
- Lettischer Supercup: 2013

mit FK Ventspils
- Lettischer Pokalsieger: 2008
- Lettischer Meister: 2007, 2008